# Carmen Berríos
Carmen Luz "Carmín" Berríos Rivera es una educadora, política boricua. Fue miembro electa, como afiliada al Partido Nuevo Progresista, en el Senado de Puerto Rico desde 1997 a 2001. Actualmente es presidenta del Consejo General de Educación, y funcionaria autorizada en la Agencia de acreditación del Gobierno de Puerto Rico.
En 1996, Berríos se presentó a la candidatura al Senado de Puerto Rico, para representar al Distrito VI de Guayama. En las elecciones generales de 1996, ganó con el 24,4 % de los votos. Y, en las de 2000, Berríos nuevamente ganó nuevamente para el Senado, pero perdió entre los candidatos del PPD.